# Поплаухина, Светлана
Светлана Поплаухина (2 августа 1995) — российская футболистка, полузащитница.

## Биография
Воспитанница ДЮСШ № 3 г. Новочеркасска, позднее выступала за молодёжный состав «Кубаночки» и юниорскую сборную Краснодарского края.
Во взрослом футболе дебютировала в 2012 году в составе клуба «Дончанка» (Азов). Дебютный матч в высшей лиге России сыграла 23 августа 2012 года против клуба «Рязань-ВДВ», заменив на 75-й минуте Славяну Астанкову. Всего в 2012—2013 годах провела 6 матчей в высшем дивизионе, во всех выходила на замены. После вылета «Дончанки» из высшего дивизиона, некоторое время продолжала играть за команду в первом дивизионе, становилась победительницей и призёром соревнований.
Также выступала в студенческих соревнованиях по футболу и мини-футболу за команду КубГУ.